# 유우나 (파이널 판타지)

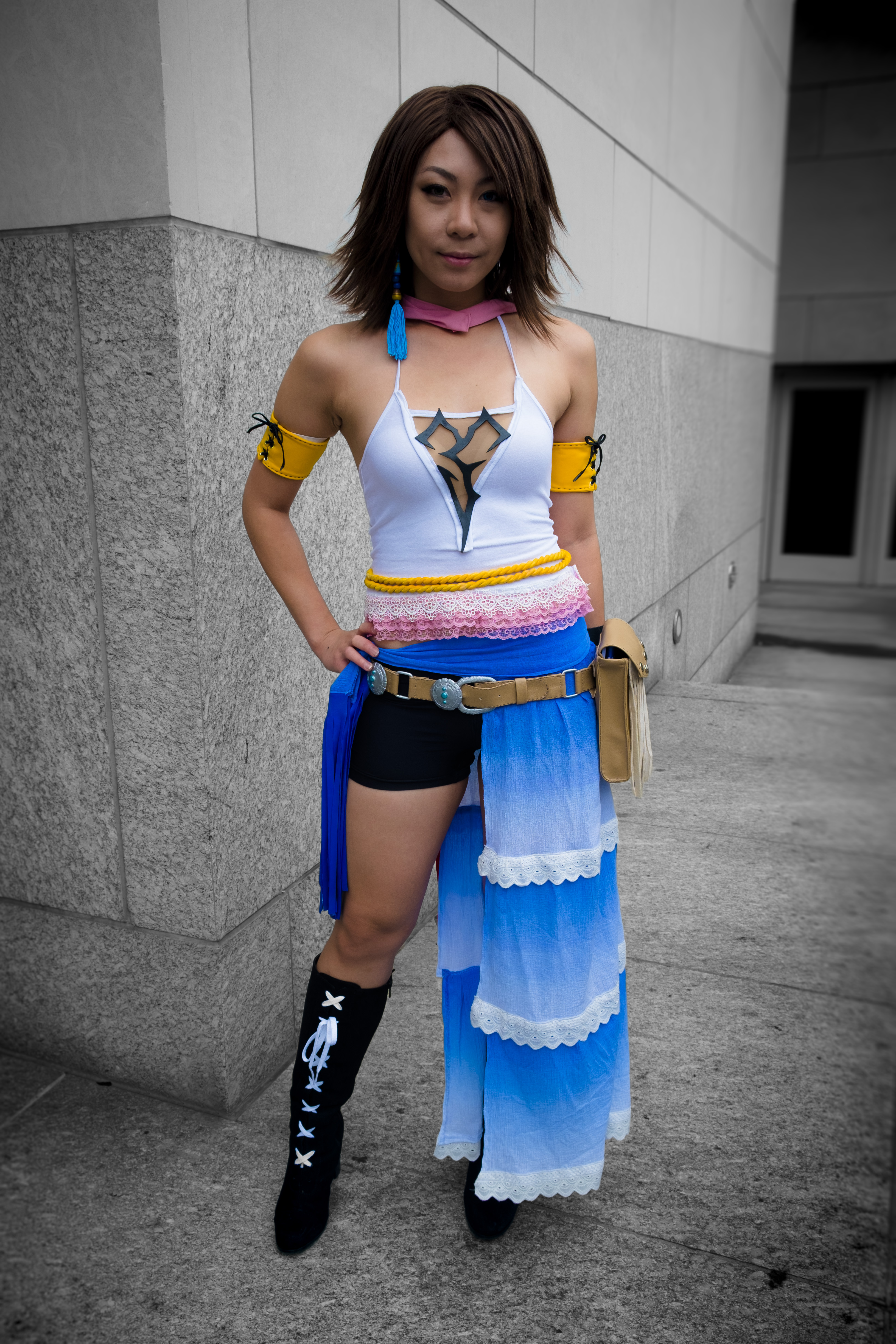

유나(일본어: ユウナ 유우나[*], Yuna)는 일본의 스퀘어 에닉스사에서 개발한 플레이스테이션2용 롤플레잉 게임 '파이널 판타지 X'의 여주인공이다. 파이널 판타지 VII의 히로인인 에어리스 게인즈블에 비례되며 게다가 일부 특징은 에어리스와 거의 비슷하다.(오른쪽 눈이 에어리스와 똑같다)
X에서는 소환사로 파티에 참여, 신(Sin)을 물리치기 위하여, X-2에서는 스피어 헌터로 '티더'를 찾기 위한 여행을 이어간다.
일본어 성우는 아오키 마유코.

## 등장한 게임
- 파이널 판타지 X
- 파이널 판타지 X-2
- 파이널 판타지 X-2 라스트 미션

## 주요 설정
FF X
나이 17세, 소환사, 키 161cm, 알베도족과의 혼혈로 태어나 오드 아이임, 아버지는 대소환사 브라스카이며, 베벨에서 태어났으나, 비사이드섬에서 성장하였다. 파티는 티더, 아론, 와카, 키마리, 루루, 리쿠
FF X-2
나이 19세, 전작에서 '영원한 안식절'을 이루고 자신 역시 대소환사가 되었으나, 그로부터 2년 후, 스피어 헌터가 되어 다시 새로운 여행을 시작한다, 파티는 파인, 리쿠

## 같이 보기
- 파이널 판타지